# نیما قربانی
نیما قربانی (زاده ۱۳۴۶) روان‌شناس ایرانی، استاد گروه روان‌شناسی بالینی دانشگاه تهران و عضو هیئت علمی مدرسه جدید روانپزشکی واشنگتن است.وی سوپروایزر رسمی انجمن بین‌المللی درمان‌های پویشی - تجربه‌ای در روان‌درمانی پویشی فشردۀ کوتاه‌مدت است. او به همراه پل جی واتسون، استادتمام دانشگاه تنسی، بیش از دو دهه در زمینه مدل خودشناسی انسجامی پژوهش کرده است و مطالعات میان‌فرهنگی روان‌شناختی درخصوص معنویت و دین را هدایت نموده است. وی در پژوهش‌های مختلفی بر اساس یک الگوی میان‌فرهنگی، مدل خودشناسی انسجامی را به عنوان یکی از فرآیندهای محوری شخصیت در تغییر و نظم‌دهی رفتار صورت‌بندی کرده است. 
او مؤلف چند کتاب در حوزۀ روان‌شناسی، مهارت‌های بین فردی و روان‌درمانی است.